# موناش، استرالیای جنوبی
موناش (به انگلیسی: Monash) یک شهرک در استرالیا است که در استرالیای جنوبی واقع شده‌است. این مکان در بزرگراه استورت بین بارمارا و رنمارک واقع شده‌است. در سرشماری سال ۲۰۰۶، جمعیت موناش ۱۱۱۵ نفر بود.